# (1170) Siva
(1170) Siva – planetoida z grupy przecinających orbitę Marsa okrążająca Słońce w ciągu 3 lat i 201 dni w średniej odległości 2,33 au. Została odkryta 29 września 1930 w Observatoire Royal de Belgique w Uccle przez Eugène’a Delporte. Nazwa planetoidy pochodzi od Śiwy, istoty boskiej w hinduizmie i mitologii hinduskiej. Przed nadaniem nazwy planetoida nosiła oznaczenie tymczasowe (1170) 1930 SQ.